# Vedrana Jakšetić

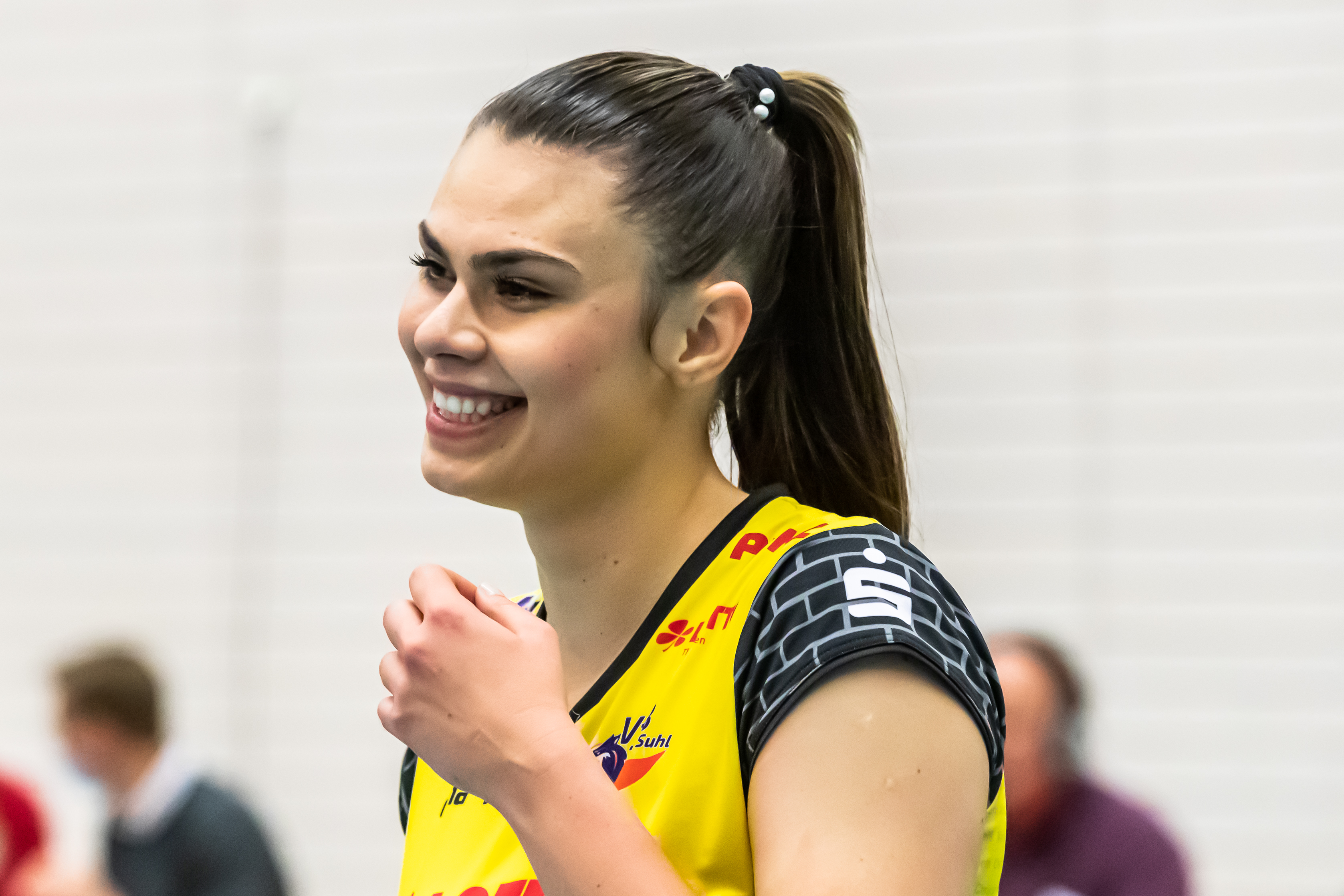
Vedrana Jakšetić zawodniczką VfB Suhl Lotto Thüringen w sezonie 2021/2022

Vedrana Jakšetić (ur. 17 września 1996 w Osijeku) – chorwacka siatkarka, reprezentantka Chorwacji, grająca na pozycji rozgrywającej.

## Kariera klubowa
Jakšetić urodziła się w Osijeku. Zainteresowała się siatkówką przez matkę i rozpoczęła treningi już w szkole podstawowej. Trenowała również pływanie. W rodzinnym mieście grała w ŽOK-u Pivovara Osijek, którego jest wychowanką. Jej pierwszym seniorskim klubem był OK Poreč, w którym świętowała mistrzostwo Chorwacji, w sezonie 2014/2015. W 2016 trafiła do francuskiego klubu RC Cannes. W 2019 przeniosła się do innego francuskiego klubu Vandœuvre Nancy Volley-Ball. 5 czerwca 2020, związała się z niemieckim VfB Suhl Lotto Thüringen. 

### Sukcesy
Puchar Chorwacji:
- 2014

Mistrzostwo Chorwacji:
- 2015
- 2016

Puchar Francji:
- 2018

Mistrzostwo Francji:
- 2019
- 2018

## Kariera reprezentacyjna
Od 2015 roku jest reprezentantką seniorskiej kadry Chorwacji. Wraz z reprezentacją zdobyła złoty medal na Igrzyskach Śródziemnomorskich 2018 oraz srebrny medal Ligi Europejskiej w roku 2019.

### Sukcesy
Igrzyska Śródziemnomorskie:
- 2018

Liga Europejska:
- 2019

## Życie prywatne
Pochodzi ze sportowej rodziny. Jej dziadek Branko Karapandža, był piłkarzem; ojciec Dražen trenerem piłkarskim, a matka Vanja siatkarką.